# Ніколас Монсаррат
Лейтенант-командувач Ніколас Джон Терні Монсаррат FRSL RNVR ( [ˈmɒnsəræt]  22 березня 1910 – 8 серпня 1979) — британський прозаїк, відомий своїми морськими оповіданнями, зокрема «Жорстоке море» (1951) і «Три корвети» (1942–1945), але, мабуть, найбільше відомий у всьому світі своїми романами «Плем’я, яке втратило голову» та його продовженням « Багатший за все його плем’я» . 

## Раннє життя
Монсаррат народився на Родні-стріт  у Ліверпулі, графство Ланкашир, у сім'ї Кіта Волдегрейва Монсаррата FRCS (одного з найвидатніших хірургів свого часу)  і Маргеріт Терні.  Монсаррат отримав освіту в Вінчестерському коледжі та Трініті-коледжі в Кембриджі .  У своїй автобіографії він писав, що Інвергордонський морський заколот 1931 року вплинув на його інтерес до політики та соціально-економічних питань після коледжу.
Він мав намір займатися правою, але вирішив продовжити роботу як автор. Він переїхав до Лондона і писав як фрілансер для газет. Він написав чотири романи і п'єсу за п'ять років (1934 - 1939).

## Служба військового часу
Хоча Монсаррат критично ставився до військового насильства, він служив під час Другої світової війни, спочатку як член бригади швидкої допомоги, а потім як член Королівського військово-морського добровольчого резерву (RNVR) . Його довічна любов до вітрильного спорту зробила його здібним морським офіцером, і він з відзнакою служив на низці малих військових кораблів ( корветів і фрегатів ), призначених для супроводу конвоїв і захисту їх від нападу ворога. Монсаррат закінчив війну командиром фрегата і використав свій воєнний досвід у своїх післявоєнних морських історіях .
У 1946 році Монсаррат пішов у відставку зі своєї військової комісії, вступив на дипломатичну службу. Спочатку він був направлений до Йоганнесбурга, Південна Африка, а потім, у 1953 році, до Оттави, Онтаріо, Канада.  Він почав писати повний робочий день протягом 1959 року, оселившись спочатку на Гернсі, на Нормандських островах, а пізніше на мальтійському острові Гоцо . 

### Чини
- Липень 1940: підпоручик
- Жовтень 1940: лейтенант
- Грудень 1943: лейтенант-командер

### Призначення
- Серпень 1940 – грудень 1941: 1-й лейтенант, HMS Campanula (корвет типу Flower)
- Лютий 1942 – лютий 1943: 1-й лейтенант, HMS Guillemot (корвет типу Kingfisher)
- Березень 1943 – жовтень 1943: Командир, HMS Shearwater (корвет типу Kingfisher)
- Грудень 1943 – березень 1944: Командир, HMS Ettrick (фрегат типу River)
- Квітень 1944 – грудень 1944: Командир, HMS Perim (фрегат типу Colony: американська версія типу River)
- Грудень 1944 – липень 1945: Відділ морської інформації

«HMS Flower » і «HMS Compass Rose » були корветами класу Flower в оповіданні HM Corvette (1942) і романі «Жорстоке море» (1951), хоча перший був псевдонімом для його першого корабля, Campanula, через безпеку війни, тоді як другий був вигаданим.
«HMS Dipper » і «HMS Winger » були псевдонімами корветів типу Kingfisher в оповіданнях «Corvette East Coast » (1943) і «Corvette Command» (1944) (перевидано з «HM Corvette» під назвою «Three Corvettes» у 1945 році). Знову ж таки, капітан Монсаррат не зміг розкрити фактичні назви кораблів, на яких він служив, оскільки ці історії також були написані під час Другої світової війни.
«HMS River » і «HMS Saltash » були вигаданими фрегатами класу «Річка» у HM Frigate (1946) і романі «Жорстоке море» (1951). (У фільмі 1953 року HMS Saltash був зображений Castle-class corvette : HMS Замок Портчестер, і тому названий « замок Солташ »). Як і у випадку з корветами класу «Квітка», перший був псевдонімом фрегата, яким він командував, тоді як другий знову був вигаданим.

## Робота

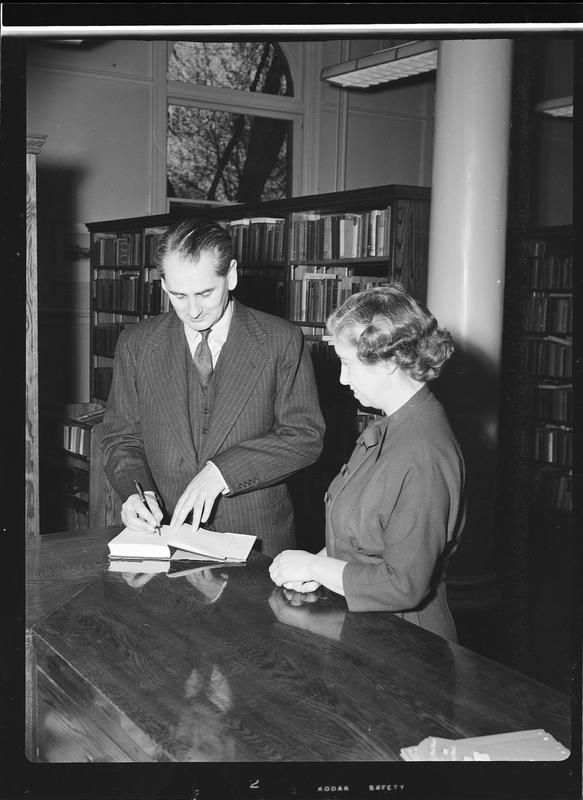
Ніколас Монсаррат підписує копію «Історії Естер Костелло» під час перегляду Дороті Шумейкер.

Перші три романи Монсаррата, опубліковані в 1934–1937 роках і зараз випущені, були реалістичними трактуваннями сучасних соціальних проблем, пов’язаних з його лівою політикою. Відвідувач, його єдина п'єса, була в тій же категорії.  Його четвертий роман і перша велика робота «Це шкільна кімната » мала іншу тему. Історія молодого, ідеалістичного, починаючого письменника, який вперше відчуває «реальний світ», принаймні частково автобіографічна.
«Жорстоке море» (1951), перший післявоєнний роман Монсаррата, багато хто вважає його найкращим твором. Базуючись на його власній військовій службі, це стосувалося молодого військово-морського офіцера Кіта Локхарта під час серії посад на корветах і фрегатах. Це був один із перших романів, який описує життя на життєво важливих, але негламурних «маленьких кораблях» Другої світової війни — кораблях, для яких море було такою ж загрозою, як і ворог. Збірки оповідань Монсаррата «HMS Marlborough Will Enter Harbor» (1949) і «Корабель, який загинув від сорому» (1959, знято в однойменний фільм) мали ту саму тему і набули популярності завдяки асоціації з «Жорстоким морем» .
Подібні три корвети (1945 і 1953 рр.), до складу яких входять HM Corvette (встановлений на борту корвета типу Flower у Північній Атлантиці ), Corvette East Coast (як перший лейтенант HMS Guillemot ) і Corvette Command (як командир HMS . Shearwater ) насправді є антологією трьох справжніх історій, які він опублікував під час війни, і демонструє відповідну увагу до того, що може сказати Цензор . Таким чином, у книзі Гіллемот має псевдонім Діппер, а Шируотер — псевдонім Вінгер . HM Frigate схожий, але йдеться про той час, коли він командував двома фрегатами. Його використання імені Діппер могло натякати на роки його становлення, коли він проводив літні канікули з родиною в Треарддур-Бей на Англсі . Вони були членами відомого вітрильного клубу, що базувався там, і він розповів багато про цю частину свого життя в книзі «Мій брат Денис» . Денис Монсаррат був убитий в Єгипті під час середньої частини війни, коли його брат служив у Королівському флоті. Інша історія розповідає про те, що він привів свій корабель у затоку Треарддур під час війни заради старих часів.
Більш відомі романи Монсаррата, зокрема «Плем’я, яке втратило голову» (1956) та його продовження «Багатіший за все його плем’я» (1968), спираються на його досвід дипломатичної служби та містять важливе посилання на колоніальний досвід Британії в Африці. Частини цих романів були написані під час перебування Монсаррата в Квебеку, Канада, за сприяння його друкарки та лінійного редактора Хелен Макдональд (уроджена Лафлер). Декілька з них мають периферійні асоціації з морем: «The Nylon Pirates» (1960) розповідає історію злочинів на борту сучасного океанського лайнера, не піратів у традиційному значенні цього слова, а карторізів, а «A Fair Day's Work» (1964) розповідає про робочі заворушення на верфі. Kappillan of Malta (1973) — це історія не тільки про місце, острів Мальта, але й про священика на цьому острові під час Другої світової війни.
Його книга «The Story of Esther Costello» (1952), за якою пізніше було знято однойменний фільм, хоч і сприймається як безкомпліментарний опис життя Гелен Келлер та її вчителів і помічників, насправді є викриттям недобросовісних методів і використання справжніх причин у збиранні коштів, подібно до критики телеєвангелізму .  Коли вона вперше з’явилася, вона викликала невеликий суспільний резонанс, і співробітники Келлера розглядали подання на нього до суду, а потім спробували обмежити розповсюдження книги. 
Його останньою роботою, незакінченою на момент його смерті, але опублікованою в незавершеному вигляді, був двотомний історичний роман під назвою «Майстер-моряк». Заснований на легенді про мандрівного єврея, він розповідав історію англійського моряка XVI століття, який у покарання за жахливий вчинок боягузтва приречений плавати світовими морями до кінця часів. Його герой бере участь у критичних моментах історії; Монсаррат використав його, щоб підкреслити важливість моряків.

### Автобіографія
Дві науково-дослідницькі книжки, Life is a Four Letter Word: Breaking In (Лондон, 1966) і Life is a Four Letter Word: Breaking Out (Лондон, 1970), складають автобіографію Монсаррата.

## Смерть
Ніколас Монсаррат помер від раку 8 серпня 1979 року в Лондоні.  Королівський флот погодився з його бажанням бути похованим у морі. Двома військово-морськими рядами, відповідальними за підняття труни під час його поховання, були AB Грем Савідж і AB Стівен Найт, на борту HMS Scylla.

### Автобіографія
- Життя – це слово з чотирьох літер (т. 1): Прорив (Life Is a Four-Letter Word, Volume 1: Breaking In, 1966)
- Життя – це слово з чотирьох літер (т. 2): Вириваючись на свободу (Life Is a Four-Letter Word, Volume 2: Breaking Out, 1970)

### Пізні твори
- Багатший за всі їхні племена (Richer Than All His Tribe, 1968)
- Капелан Мальти (The Kappillan of Malta, 1973)
- Монсаррат у морі (Monsarrat at Sea, 1975)
- Майстер-маринер, книга 1: Бігти з гордістю (The Master Mariner, Book 1: Running Proud, 1978)
- Майстер-маринер, книга 2: Загасити вогні (The Master Mariner, Book 2: Darken Ship, 1981) – незавершений роман

- Жорстоке море (1953), режисер Чарльз Френд, у головних ролях Джек Гоукінс, Дональд Сінден, Денхолм Елліотт, Стенлі Бейкер, Джон Страттон, Вірджинія Маккенна. Сценарій Еріка Амблера.
- Корабель, який загинув від сорому (1955), режисер Безіл Дірден, у головних ролях Річард Аттенборо, Джордж Бейкер, Білл Оуен, Вірджинія Маккенна, Роланд Калвер, сценарій Безіл Дірден, Майкл Релф, Джон Вайтінг.
- HMS Marlborough увійде в порт – телефільм (1956), адаптований з HMS Marlborough увійде в гавань, оповідання Рональда Рейгана, виробництво Revue Studios. Телеспектакль Джорджа Брюса.
- «Історія Естер Костелло» (1957) (також відома як «Золота діва» ), режисер Девід Міллер, у головних ролях Джоан Кроуфорд, Россано Брацці, Хізер Сірс, Лі Паттерсон . Сценарій Чарльза Кауфмана.
- Наживка для тигра (1957) – телевізійний фільм, адаптований за замком Гарак, режисер Пол Нікелл, у головних ролях Анна Марія Альбергетті, Корінн Калвет, Карл Есмонд, Пітер Лоуфорд. Адаптація Вітфілда Кука.
- Something to Hide (1972) (також відомий як Shattered ), виробництва Avton Films, режисер Аластер Рейд, у головних ролях Пітер Фінч, Шеллі Вінтерс, Колін Блейклі, Джон Страйд, Лінда Гейден. Сценарій Аластера Ріда.
- «Примирення» (1984) — телефільм режисера Джона Джейкобса, у головних ролях Роджер Ріс, Джон Касл, Джим Нортон, Мег Девіс, телеспектакль Роя Рассела.

1. ↑  Bibliothèque nationale de France BNF: платформа відкритих даних — 2011.
2. ↑  CONOR.Sl
3. ↑  Olausson, Lena; Sangster, Catherine (2006). Oxford BBC Guide to Pronunciation. Oxford University Press. с. 257. ISBN 0-19-280710-2.
4. 1 2  Krueger, Christine L. (2003), Encyclopedia of British Writers, 19th and 20th Centuries, Facts on File, с. 257, ISBN 0-8160-4670-0
5. ↑  Bio (PDF). evolve360.co.uk.
6. ↑  Nicholas Monsarrat. Historic Naval Fiction. Архів оригіналу за 17 серпня 2016. Процитовано 11 січня 2015.
7. 1 2  Pace, Eric (4 серпня 1979). Nicholas Monsarrat, Novelist, Dies; Wrote War Epic 'The Cruel Sea'. The New York Times. с. 17. Процитовано 20 квітня 2017.
8. ↑  Smith, J. Y. (9 серпня 1979). Author Nicholas Monsarrat Dies. The Washington Post. Процитовано 20 квітня 2017.
9. ↑  Hauptfuhrer, Fred (2 липня 1979). To Ann and Nicholas Monsarrat, the Sea Is Never Cruel: It Inspires His Fiction and Their Idyll. People. Процитовано 20 квітня 2017.
10. ↑  [недоступне посилання з 01.03.2018]

- Xuereb, Paul (March–June 2001). Cauchi, Prof Maurice N (ред.). Nicholas Monsarrat (1910–1979). The Gozo Observer. University of Malta, Gozo Centre. 1 (5). Архів оригіналу за 23 лютого 2007. Процитовано 8 травня 2011.
- Patrol craft at www.battleships-cruisers.co.uk – See bottom of page for Monsarrat's ships, HMS Shearwater and HMS Guillemot
- Nicholas Monsarrat at uboat.net
- Nicholas Monsarrat at unithistories
- Ніколас Монсаррат на сайті IMDb (англ.)
- Nicholas Monsarrat on the Internet Archive